# Calculus ratiocinator
Cet article possède un paronyme, voir Calculus.

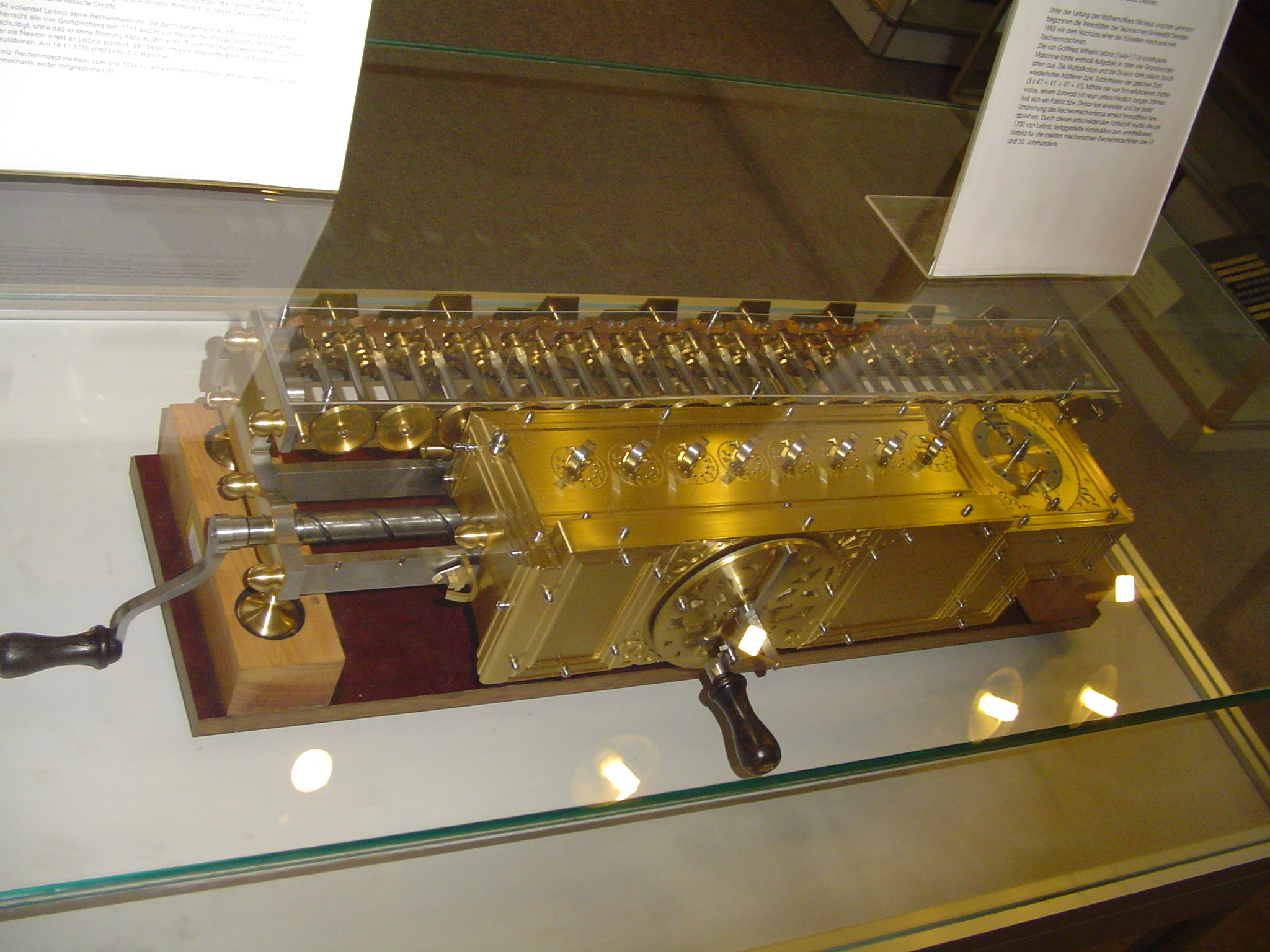
Copie d'une machine de Leibniz fabriquée en 1700.

Le calculus ratiocinator est un algorithme ou une machine calculatoire théorique inventé par Gottfried Wilhelm Leibniz et décrit dans son ouvrage De arte combinatoria en 1666[réf. souhaitée]. On peut le voir comme une méthode, un algorithme, ou une machine, qui permettrait de démêler le vrai du faux dans toute discussion dont les termes seraient exprimés dans une langue philosophique universelle, que Leibniz appelait la Caractéristique universelle. Cette dernière, que Leibniz n'a pas complètement formalisée, était censée pouvoir exprimer n'importe quel énoncé philosophique ou scientifique. Leibniz imaginait donc un procédé automatique couplant la langue formalisée et l'algorithme, qui puisse décider de la vérité de toute assertion quelle qu'elle soit.
Louis Couturat résume ainsi l'utilisation du calculus ratiocinator :
« Aussi appelle-t-il sa Caractéristique le juge des controverses, et la considère-t-il comme un art d'infaillibilité. Il fait un tableau séduisant de ce que seront, grâce à elle, les discussions philosophiques de l'avenir. Pour résoudre une question ou terminer une controverse, les adversaires n'auront qu'à prendre la plume, en s'adjoignant au besoin un ami comme arbitre, et à dire : « Calculons ! ». »
— Louis Couturat, La Logique de Leibniz
On ne sait pas vraiment si Leibniz pensait à une machine qu'il serait possible de construire et qui ferait le calcul elle-même. Il est permis de le penser puisque Leibniz est aussi l'inventeur d'une des premières machines à calculer.
Le calculus ratiocinator est en théorie un objet impossible même en mathématiques selon les théorèmes d'incomplétude de Gödel et les théorèmes d'incalculabilité d'Alonzo Church et Alan Turing. La machine de Turing pourrait en être une formalisation dans le domaine particulier des fonctions calculables, et partage avec le calculus ratiocinator son caractère théorique, qui pourrait s'implémenter dans des algorithmes, des ordinateurs ou des programmes.
Reste qu'en informatique la programmation procédurale avec inteIligence artificielle offre des exemples de ce que pourrait être une moderne Caractéristique universelle, telle que Leibniz l'avait envisagée.